# Dialetto trapanese
Il dialetto trapanese (parrata trapanisi in siciliano) è una variante diatopica occidentale della lingua siciliana, parlata nella città di Trapani e nella zona circostante (Misiliscemi, Favignana, Erice, Valderice, Buseto Palizzolo, Custonaci e San Vito Lo Capo).

## Caratteristiche
Dal punto di vista linguistico, il dialetto trapanese si avvicina molto al palermitano, pur presentando alcune differenze, principalmente a livello fonetico.